# Henry Joseph Round

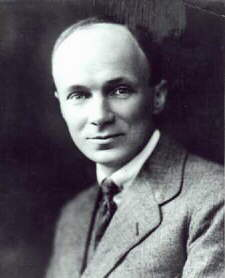
Henry Joseph Round

Henry Joseph Round (* 2. Juni 1881 in Kingswinford, Staffordshire; † 17. August 1966 in Bognor Regis, West Sussex) war ein englischer Forscher. Er entdeckte den nach ihm benannten Round-Effekt, welcher das physikalische Phänomen einer Lichtemission bei Halbleitermaterialien bei angelegter elektrischer Spannung beschreibt und Grundlage der Leuchtdioden (LED) ist.

## Lebenslauf
Nach seinem Studium am Royal College of Science in London ging er 1902 in die USA, wo er für Guglielmo Marconi arbeitete.
1907 entdeckte Round, dass anorganische Stoffe durch Anlegen einer elektrischen Spannung zum Leuchten angeregt werden können, die Grundlage des nach ihm benannten Round-Effektes. Zurückgekehrt nach England meldete er um 1913 seine ersten Patente im Bereich der Nachrichtentechnik an. Es folgten weitere Patente im Bereich der seinerzeit aktuellen Röhren- und Sendetechnik. Insgesamt erhielt Round 117 Patente.
Die Marconi-Elektronenröhre V24 wurde 1916 von Round entwickelt und wurde im Marconi-Type-55-Verstärker eingesetzt. Dieser Verstärker arbeitete bis 1 MHz. Deshalb gilt die V24 als erste HF-Triode.